# 海軍軍医学校
海軍軍医学校（かいぐんぐんいがっこう、旧字体：海󠄀軍軍醫學校󠄁）とは、大日本帝国海軍における軍人の医療・衛生を担当する軍医および看護士・薬剤師を養成する教育機関のことである。医学・薬学・歯学の3コースを設定し、海軍病院を総括指導する軍医を養成する普通科・高等科・特修科、医療現場で活動する看護士・技師を養成する選修科を設置した。

## 概要

### 日清戦争まで
1872年（明治5年）、東京・築地の現在国立がん研究センター中央病院が所在する場所にあった海軍病院に「海軍病院学舎」を増設し、11名の医師にイギリスから招聘したウィリアム・アンダーソン医学博士による医術の手ほどきをさせたのがルーツである。9年にわたって医術教育は継続されたが、1880年にアンダーソン博士が帰国し、1881年に第1回卒業生を送り出したが、これを機に教育が続行不能となってしまった。

そこで、高木兼寛医務局副長を中心とする日本人医療スタッフが自ら教鞭をとり、翌年に海軍医務局学舎を立ち上げ、10名の医師の指導を始めた。と同時に、軍医官依託学生制度を新設し、東京帝国大学医学部生7名を候補に挙げた。これが1886年に「海軍医学校」と改称された。改称とほぼ同時に同じ東京市の芝山（現・港区西新橋）へ移転。海軍病院と離れてしまったため、臨床実験や実習は隣接する東京慈恵医院の協力を得た。東京慈恵医院は海軍生徒として英国セント・トーマス病院医学校（現ロンドン大学群キングス・カレッジ・ロンドン医学部）で学んだ高木兼寛が松山棟庵と共に設立した医院であり、海軍とも関係が深い場所だった。

また、1884年（明治17年）には東京府荏原郡に第二附属病院（国立東京第二病院を経て現・国立病院機構東京医療センター）が開院した。
1889年には特認されていた私費学生制度を全廃する一方、薬剤官候補生の実習を始めている。
1894年3月に全生徒・候補生が卒業したため、医学校は廃止された。医学教育は海軍大学校に増設した軍医科で続行され、8名が編入された。

### 日露戦争以後
日露戦争を目前に、激増すると予想される医療スタッフの養成機関を拡張するため、医務局は1898年4月に軍医学校を再設置した。士官相当の医師には軍医教育、下士官相当の医師・薬剤師には講習及び実習を推進した。1908年に築地へ移転、翌年には直営の東京施療病院を併設し、長らく続いていた東京慈恵医院での臨床実験・実習を終えた。以後は海軍教育本部の拡張と解体に呼応した制度変革と、その他の術科学校と同様のコース設定が行われたのみで、教育内容を刷新しながら医学・薬学の教育を進めた。なお、歯科医養成は1942年より始まった。
大東亜戦争（太平洋戦争・第二次世界大戦）終結に伴い帝國陸海軍が解体されたため、1945年（昭和20年）11月1日付で閉校。跡地は建物を進駐軍に接収された聖路加国際病院が一時移転した後、厚生省に引き継がれ、国立がん研究センター中央病院の系譜につながっていった。第二附属病院は直接厚生省に引き継がれ、国立東京第二病院を経て、国立病院機構東京医療センターとなった。

## 軍医学校の沿革
- 1897年　海軍軍医学校設置
- 1908年　芝山より築地に移転
- 1909年　東京施療病院を併設

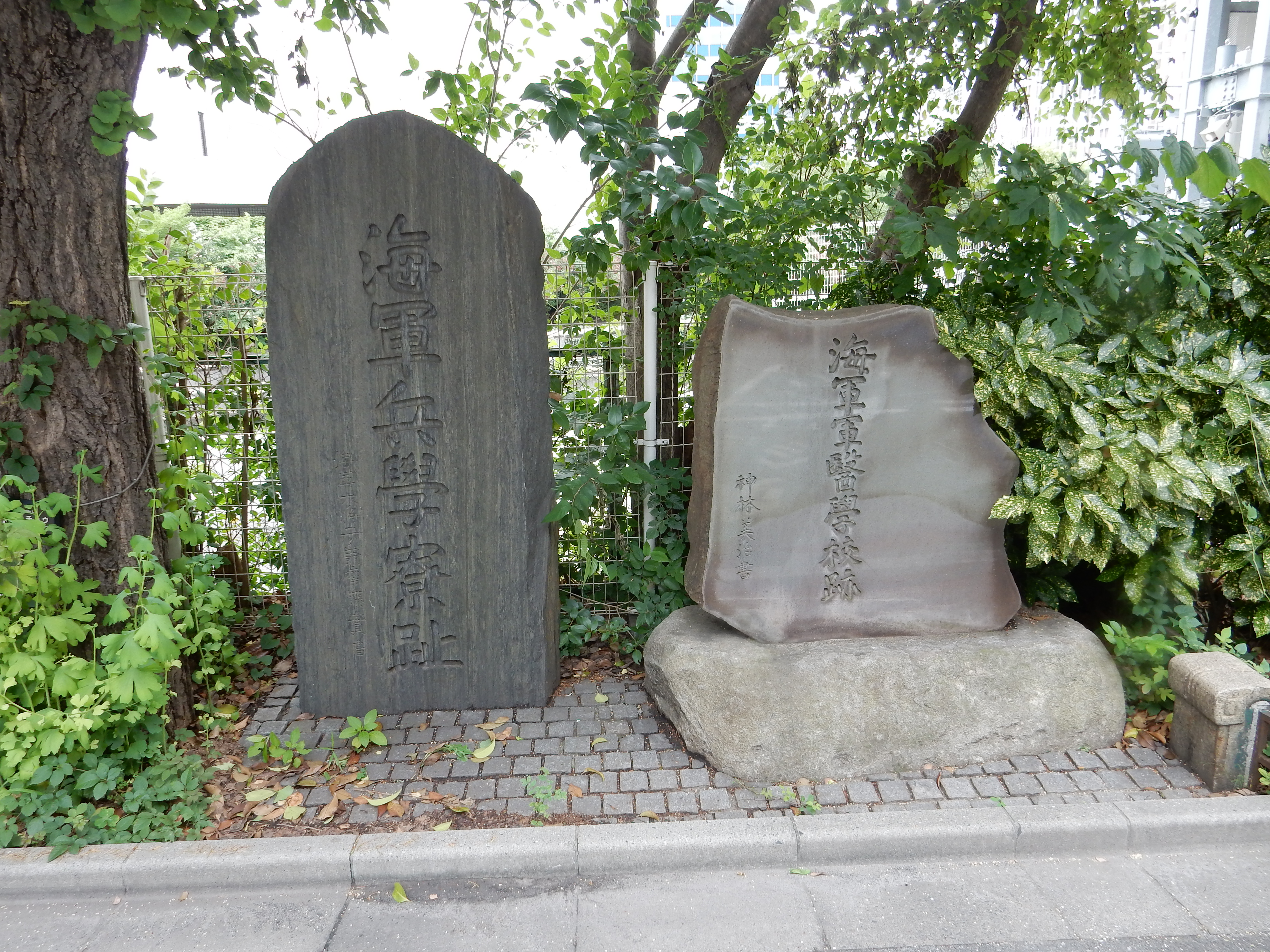
海軍兵学寮の碑（左）及び海軍軍医学校の碑（右）　国立がん研究センター築地キャンパス構内　軍医学校の牌の揮毫者は最後の校長であった神林美治軍医少将

- 1912年　軍医養成コースの制度改革。甲種1年・乙種半年・研究科1-2年(甲種修了者)
- 1918年　教育本部隷下に変更、制度改革(甲種→高等科・乙種→普通科・研究科→選科、選修科新設)

　　　選修科は下士官相当の軍医・技官が対象。細菌検査・レントゲン撮影・化学実験などの技師養成コース。
- 1923年　教育本部廃止、海軍大臣直属機関に変更。制度変更なし。
- 1936年　永久服役初任尉官に練習航海を、2年現役初任尉官に海軍砲術学校での兵学実習を義務付け。
- 1942年　歯科医養成を開始。
- 1943年　増員に備え、神奈川県横浜市戸塚区の戸塚海軍病院に分校を併設。
- 1944年　戸塚分校を戸塚衛生学校として分離。同時に賀茂海軍病院（広島県乃美尾村＝現・東広島市）に賀茂衛生学校を併設。
- 1945年11月1日 閉校

## 歴代軍医学校長
軍医学校（第一次）
- 実吉安純 軍医大監：1889年4月22日 -
- 加賀美光賢 軍医大監：1892年8月6日 -
- 鈴木孝之助 軍医大監：1893年5月20日 - 1894年3月31日

軍医学校（第二次）
- 戸塚環海 軍医大監：1898年4月1日 -
- （兼）豊住秀堅 軍医大監：1899年3月22日 - 4月24日
- 豊住秀堅 軍医大監：1899年4月24日 - 1900年1月4日
- （兼）木村壮介 軍医大監：1900年1月4日 - 3月2日
- 吉田貞準 軍医大監：1900年3月2日 -
- 木村壮介 軍医大監：1900年5月20日 - 1901年4月15日
- 戸塚環海 軍医大監：1901年4月15日 -
- 鶴田鹿吉 軍医大監：1902年5月27日 - 8月9日
- 木村壮介 軍医大監：1902年8月9日 - 1905年12月12日
- （兼）木村壮介 軍医総監：1905年12月12日 - 1906年1月4日
- 本多忠夫 軍医大監：1906年1月4日 - 1915年12月13日
- 矢部辰三郎 軍医総監：1915年12月13日 - 1917年12月1日
- 鈴木裕三 軍医総監：1917年12月1日 -
- 西勇雄 軍医少将：1919年12月1日 -
- 雨宮量七郎 軍医少将：1924年12月1日 - 1925年12月1日
- 小川龍 軍医少将：1925年12月1日 - 1929年11月30日
- 国府田中 軍医少将：1929年11月30日 -
- 高杉新一郎 軍医少将：1932年2月25日 -
- 向山美弘 軍医少将：1934年11月15日 -
- 田中朝三 軍医中将：1937年12月1日 -
- 田中肥後太郎 軍医中将：1939年11月15日 -
- 保利信明 軍医中将：1941年10月15日 -
- 神林美治 軍医少将：1943年10月25日 - 1945年11月1日閉校